# Hüseyin Arda
Hüseyin Arda (* 15. Juni 1969 in Eskişehir) ist ein türkischer Bildhauer.

## Leben und Wirken
Arda studierte zunächst Medizin an der Militärmedizinischen Akademie Gülhane in Ankara, ging dann nach Japan und widmete sich dem Butoh-Tanz. Von 1989 bis 1990 arbeitete er als Tänzer und Choreograph in Tokio. Nach Berlin kam er 1990 als Mitglied des „Theatre Malade“ und blieb in der Stadt. Er gehörte 1990 zu den ersten Besetzern des Kunsthaus Tacheles an der Oranienburger Straße in Berlin. Er begann mit Metallarbeiten und baute sich ab 1992 im Tacheles eine Metallwerkstatt auf. Bis zur endgültigen Räumung des Tacheles 2013 leitete er dort die Metallwerkstatt und engagierte sich für den Erhalt des Hauses. Von 2004 bis 2008 betrieb er das Berliner Programmkino „Sputnik“.
Arda ist zum einen bekannt für große Metallskulpturen, die er aus Kleinstmaterial zusammenschweißt und zum anderen für meterhohe Stahlbuchstaben mit Edelrost-Patina, die er zu Wortskulpturen arrangiert. Neben seiner Werkstatt-Galerie in Berlin betreibt Arda seit 2014 einen weiteren Standort in Istanbul. Er ist Gastdozent für zeitgenössische Kunst an der Technischen Universität Istanbul.

## Das Wörterprojekt
Das Wörterprojekt ist aus dem interaktiven Kunstprojekt „Wörter für Berlin“ (2003–2007) hervorgegangen, mit dem er zeigen wollte, wie Kunst, Künstler und Betrachter für städtische Freiräume zusammengebracht werden können. An mehreren Orten in Berlin, bevorzugt Freiflächen, waren einige Zeit lang die Wortskulpturen zu sehen. Unterschiedlichste Menschen wurden in dem Projekt gefragt, welcher Begriff für sie besonders wichtig ist und ihre Träume, Hoffnungen oder ihr Lebensgefühl zum Ausdruck gebracht hat. Die Partizipanten waren aufgefordert, sich zu artikulieren und Kunst im Stadtraum mitzugestalten. Die ersten Wortmonumente standen bis zur Räumung im Innenhof des Kunsthauses Tacheles. In der Kulturbrauerei in Berlin Prenzlauer Berg steht noch heute die Skulptur „Liebe“ und neben dem Deutschen Technikmuseum stehen die Worte "Technik", "Museum" und "Erinnerung".

## Ausstellungen und Kunstprojekte (Auswahl)
- 1993 Ausstellung ‘Eingriff in das Wohnzimmer Kunst und Design’, Tacheles, Berlin, Deutschland.
- 1994 ‘Casa Europea’ International Design Fair, Antwerpen, Niederlande.
- 1994 ‘Hanare’, 1. Annual Metallwerkstatt im Kunsthaus Tacheles Exhibition, Berlin, Deutschland.
- 1996 ‘Silence’, 2. Annual Metallwerkstatt im Kunsthaus Tacheles Exhibition Berlin, Deutschland.[5]
- 1997 ‘Pavyon Taksim/Situationsbericht’, 3. Annual Metallwerkstatt im Kunsthaus Tacheles Exhibition, Berlin, Deutschland.[6]
- 1998 ‘Anima Ferri’ Ausstellung, Kultursommer des Landes Mecklenburg - Vorpommern, “Alter Garten”, Schwerin, Deutschland.
- 2000 IV. Metallurgiepleinair “50 Jahre Stadt und Werk”, Gruppenausstellung & Skulptursymposium, Eisenhüttenstadt, Deutschland.
- 2003–2007 ‘Wörter für Berlin’, interaktives Stadtraum Kunstprojekt in Berlin, Deutschland.
- 2009 ‘Traces’, International ‘Artists in Residence’ Kunstprojekt und Gruppenausstellung, Kurator & Künstler auf der Insel Gavrinis, Frankreich.
- 2008–2011 ‘Anima Ferrea’, interaktives Stadtraum Kunstprojekt, Project Design& Development, Kurator & Künstler, Berlin, Deutschland.

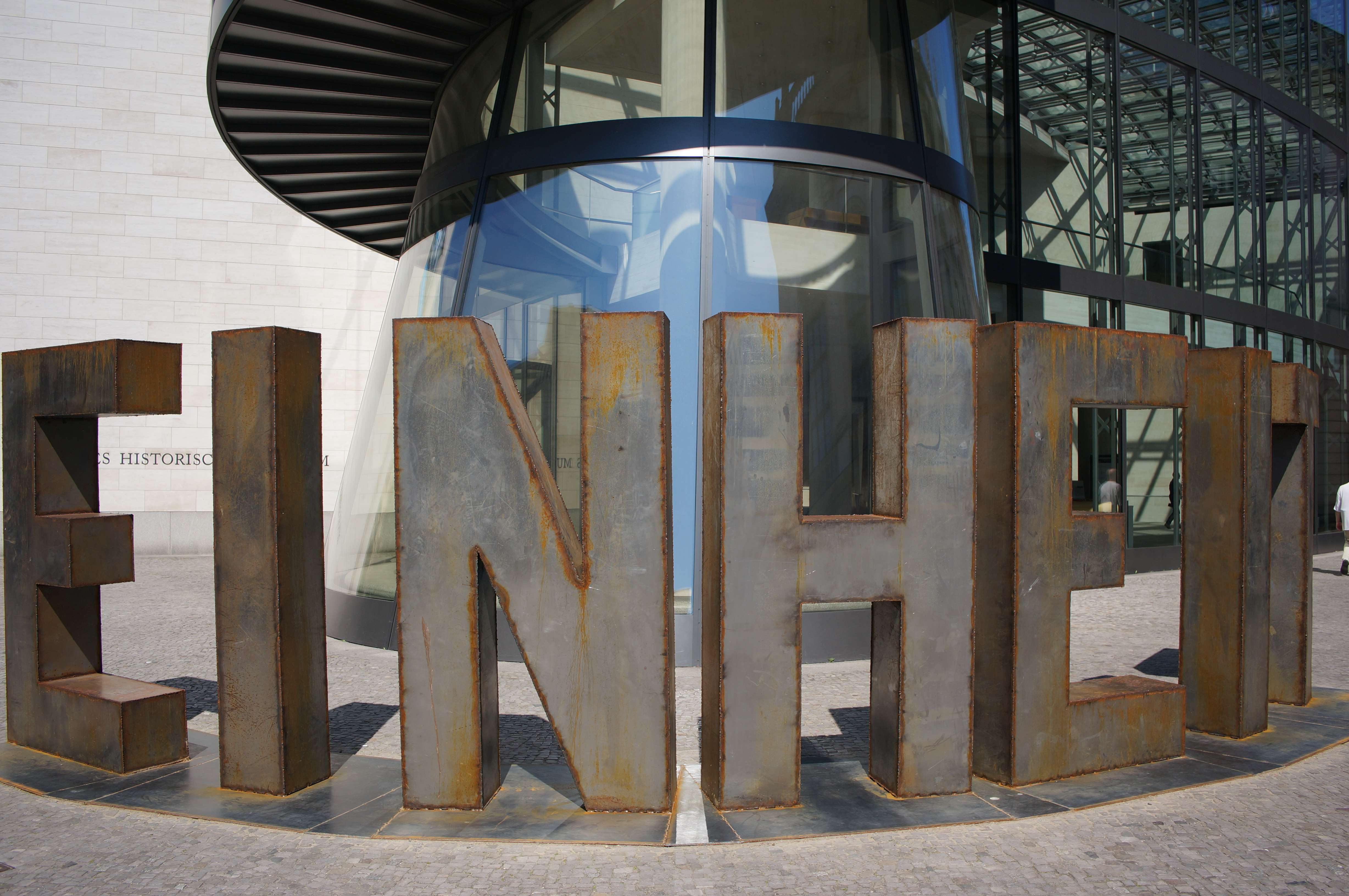
Die Skulptur "EINHEIT" vor dem Deutschen Historischen Museum in Berlin.

- 2011 'to transport an idea | eine idee zu transportieren', Einzelausstellung Maçka Modern Art Gallery, İstanbul, Türkei.[7]
- 2012 MAP#1, Projektinitiator und Ausstellungsteilnehmer, Berlin, Deutschland.[8]
- 2013 MAP#2, "Genius Loci", Projektinitiator und Ausstellungsteilnehmer, Berlin, Deutschland.[9]
- 2015 MAP#4, Projektinitiator und Ausstellungsteilnehmer, beim Tharandter Wald nähe Dresden, Deutschland.[10]
- 2015 Teilnahme an der Ausstellung, "Alltag Einheit. Das Porträt einer Übergangsgesellschaft" im Deutschen Historischen Museum in Kooperation mit dem Zentrum für Zeithistorische Forschung.[11]
- 2015 Kunstinstallation "Erinnerung als Auftrag" beim Deutsches Technik Museum in Kooperation mit Ben Wagin.[12]

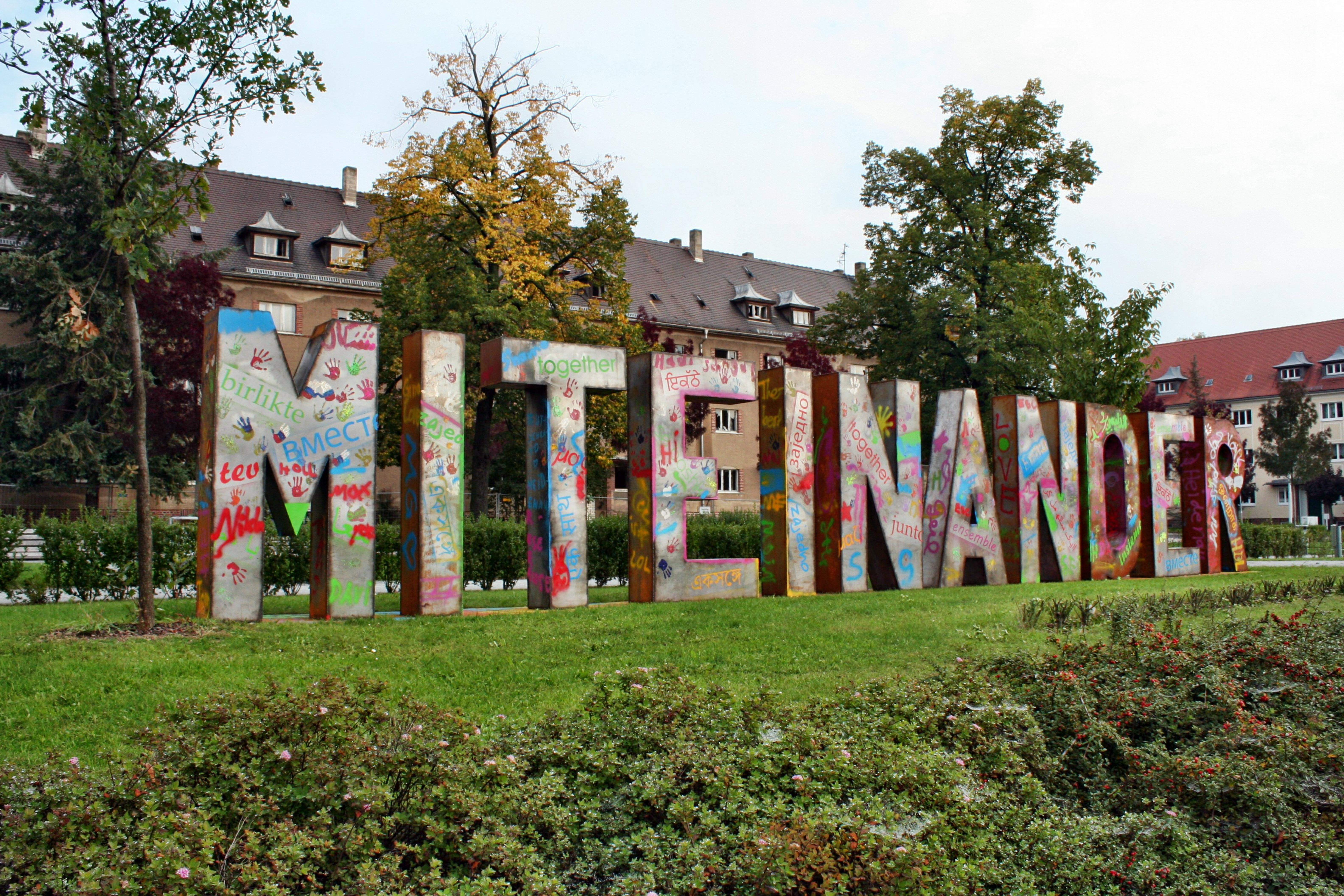
"Miteinander" in Heidenau

- 2015 Kunstinstallation, interaktives Stadtraum Kunstprojekt, "Miteinander", Heidenau, Deutschland.[13]
- 2016 Soloausstellung - Gama Gallery Istanbul, "Cubus of Life", Istanbul, Türkei.[14]
- 2016 Dauerausstellung beim KSKM (Art and Culture Center), Kappadokien, Türkei.[15]
- 2017 Produktion der Skulpturen “EINHEIT und FREIHEIT” für das Haus der Geschichte der BRD, Zeitgeschichtliches Forum Leipzig, Leipzig, Deutschland.[16]
- 2017 “9 uncu sokak”, interaktives Stadtraum Kunstprojekt, Projektinitiator und Ausstellungsteilnehmer, Maslak, Istanbul, Türkei.[17]
- 2017 Produktion der Wortskulpturen “TECHNIK und MUSEUM” für Deutsches Technikmuseum, Berlin, Deutschland.[18]
- 2019 Otonom Art Events Istanbul, interaktives Stadtraum Kunstprojekt, Projektinitiator und Ausstellungsteilnehmer, Maslak, Istanbul, Türkei.[19]
- 2021 Otonom Art Event - Teilnahme an der internationalen Kunstmesse - 15th Contemporary Istanbul in der Lütfi Kırdar Convention - Istanbul, Türkei.[20]